# Arlene Francis
Arlene Francis, geboren als Arline Francis Kazanjian (Boston, 20 oktober 1907 - San Francisco, 31 mei 2001), was een Amerikaanse spelshow-panellist, actrice, radio- en televisiepersoonlijkheid. Ze is het meest bekend van de TV-show What's My Line? waarin ze 25 jaar lang (1950-1975) regelmatig verscheen.

## Levensloop
Francis werd op 20 oktober 1907 geboren in Boston. Haar vader, Aran Kazanjian, emigreerde op 16-jarige leeftijd vanuit Armenië naar de Verenigde Staten, nadat zijn ouders waren vermoord tijdens de Hamidische bloedbaden. Haar moeder was Amerikaanse.
Na haar studie begon Francis aan een gevarieerde carrière als entertainer in New York. Ze speelde in vele toneelstukken in lokale theaters en verscheen 25 keer op het Broadwaytoneel. Tevens trad ze verscheidene keren op in films. Ook werd Francis een populaire radiopersoonlijkheid en presenteerde verschillende programma's. In 1950 werd ze panellid van de wekelijkse TV-show What's My Line?, waar ze in zou verschijnen tot 1975.
Francis was een pionier voor vrouwen op de televisie. Ze was een van de eersten die een programma presenteerde dat niet muzikaal of theatraal van aard was. Van 1954 tot 1957 was ze presentatrice en hoofdredacteur van Home, een programma gericht op vrouwen. In 1962 was Francis een van de mensen die gevraagd werd om The Tonight Show te presenteren tijdens een tussenperiode voordat Johnny Carson het overnam van oud-presentator Jack Paar. Dit maakte Francis de eerste vrouw die niet alleen The Tonight Show presenteerde, maar ook een nationale talkshow op Amerikaanse televisie.
Francis huwde twee keer. Haar eerste huwelijk was met Neil Agnew, een leidinggevende bij Paramount Pictures. Zij waren gehuwd van 1935 tot 1945. Haar tweede huwelijk was met acteur en producent Martin Gabel. Het huwelijk duurde van 1946 tot Gabel's dood in 1986. Hun zoon, Peter Gabel, werd in 1947 geboren.
Francis stierf op 93-jarige leeftijd in San Francisco aan de gevolgen van alzheimer en kanker.